# Prsi
Pŕsi (pogovorno tudi pŕsa) so lahko:
- prednji del prsnega koša (lat. pectus)[2]

Gre za zgornji sprednji del človeškega oprsja nad trebuhom oz. splošneje kranialni (bližje glavi) ventralni (trebušni) del oprsja živali. Izraz se navadno nanaša le na telesno zgradbo štirinožnih vretenčarjev (ptičev, sesalcev idr.), posebej človeka, in ne drugih živalskih skupin, npr. žuželk.
- sopomenka za dojke[2]

Pri samicah primatov, torej tudi pri človeških ženskah, so prsi nabrekle in vsebujejo mlečne žleze, ki proizvajajo mleko za hranjenje mladičev. Tako nabrekle prsi pri ženskah imenujemo dojke. Prsi moških in žensk nastanejo iz istega zarodnega tkiva in pri obeh spolih iz njih izraščata bradavici, le pri ženskah pa med puberteto, predvsem zaradi delovanja hormona estrogena, nabreknejo in so mnogo večje kot moške. Povečane prsi pri moških (pojav imenujemo ginekomastija) so po navadi posledica hormonskih motenj.